# مارغريت هيدين رورك
مارغريت هايدن رورك (19 يونيو 1883   - 2 مارس 1969) هي خبيرة أمريكية في معايير الألوان وممثلة ومنادية بحق المرأة في التصويت، وعملت ما يقرب لمدة 40 عامًا المدير الإداري لرابطة بطاقات ألوان النسيج في الولايات المتحدة. تُعرف باسم «المتنبئ اللوني الأكثر نفوذاً في العشرينيات والثلاثينيات».

## حياتها في البداية
ولدت مارغريت نيلي هيلدغارد هايدن في مدينة نيويورك في 19 يونيو عام 1883 والدها اسمه ويليام ريتشاردسون وامها اسمها كاثرين إليزابيث (فارسون) هايدن. كان والدها منتج مسرحي. كانت لديها مهنة قصيرة كممثلة مسرحية تحت اسم مارغريت هايدن،  بما في ذلك إنتاج 1903 بجولة من إيرل بوتكيت وأدوار في قصة حب لأثلون وتيرينس . في 16 أبريل 1907، تزوجت من ويليام هنري رورك وتوقفت عن التمثيل. كان للزوجين أربعة أطفال (توفي أحدهم في الطفولة)، بما في ذلك الممثل هايدن رورك.

## الاقتراع
في عام 1914، قام رورك بتجميع ونشر رسائل وعناوين حول حق المرأة في الاقتراع من قبل علماء الكنيسة الكاثوليك . في مقدمتها، أوضحت أنها «مدفوعة بالرغبة في تصحيح الانطباع السائد بأن الكنيسة الكاثوليكية تعارض رسمياً حق المرأة في الاقتراع».

## مهنة
كانت رورك «أول مختصة في التنبؤ بالألوان المهنية» والمدير الإداري لرابطة بطاقات المنسوجات بالألوان في الولايات المتحدة (TCCA) منذ ما يقرب من أربعين عامًا. انضمت إلى TCCA في عام 1918  : 91 وعينت مديراً إدارياً في أكتوبر 1919. : 44
ساعدت رورك على توحيد الألوان في التصنيع الأمريكي  وتأثرت في الاتجاهات. بناءً على اقتراح رئيس اللجنة الوطنية لأنماط رابطة مصنعي الأحذية والتمهيد، نشرت رورك أول «مخطط تناغم الألوان» في عام 1925. : 166 بحلول عام 1929، كانت رورك تعمل مع الجيش الأمريكي لتوحيد الألوان من أجل الأقمشة موحدة وتقليم. عملت من 1926 إلى 1935 لتوحيد ألوان العلم الأمريكي. : 168–169

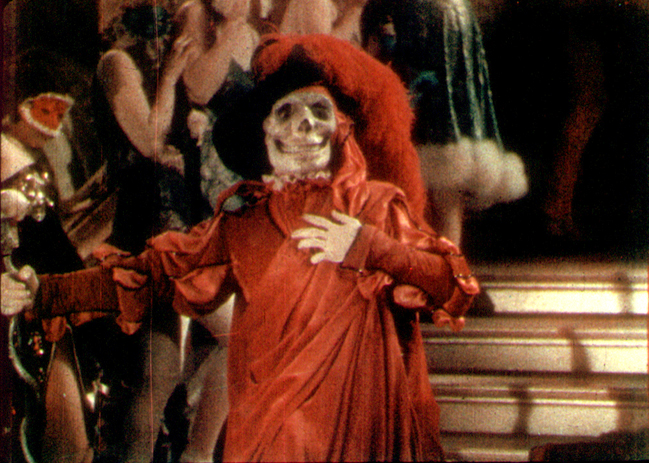
يدعى رورك باسم "فانتوم ريد" بعد هذا المشهد في تسلسل تكنيكولور من فانتوم الأوبرا (1925)

فلقد وظفت رورك «جاسوس أناقة» مثل مراسلة شيكاغو تريبيون الأجنبية بيتينا بيدويل، التي أبقتها على اطلاع على اتجاهات الموضة في باريس لمدة 11 عامًا. قامت رورك وفريقها في TCCA بدمج التقارير المرسلة من بيدويل Bedwell إلى توقعات الألوان الخاصة بهم، وذلك باستخدام جاذبية أزياء باريس لبناء مصداقية الجمعية.
نصح رورك القادة الصناعيين في مانشستر بإنشاء مجلس الألوان البريطاني. : 53 في الولايات المتحدة، كان رورك عضوًا مؤسسًا في مجلس الألوان بين المجتمعات، حيث روج «لنموذج تدريجي للرابطات التعاونية مع المصممين والأساتذة والعلماء الذين أرادوا تعزيز التدفق الحر لنظريات وأساليب الألوان.»  : 188

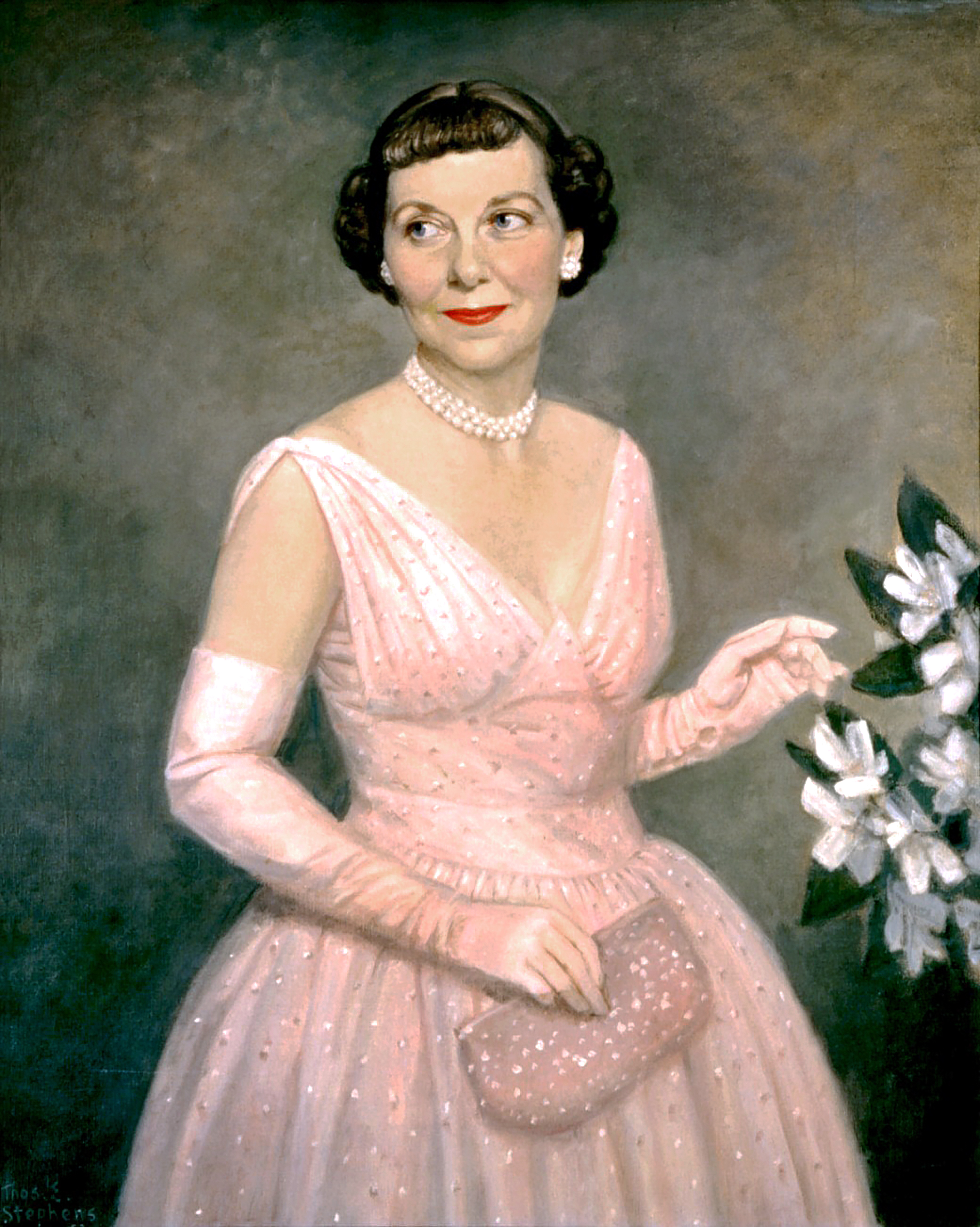
مامي أيزنهاور في فيلم «السيدة الأولى بينك»، وهو لون اسمته مارغريت هايدن رورك

قامت رورك أيضًا بتسمية الألوان، وغالبًا ما يربط الأسماء بمنتجات أو أحداث ثقافية بارزة. سميت لونين على الأقل - «فانتوم ريد» و «سوترز جولد» - بعد الأفلام. في عام 1953، أدخلت [ed] لونًا جديدًا، السيدة الاولي بينك

First Lady Pink ، والذي كان لون زي [مامي] ايزنهاور في الكرة الافتتاحية Inaugural Ball gown. 

## السنوات اللاحقة
تقاعد رورك من TCCA في عام 1954  : 44 وانتقل إلى كاليفورنيا بعد فترة وجيزة. توفي زوجها في عام 1941،  وتوفيت رورك في هوليوود في 2 مارس 1969، عن عمر يناهز 85 عامًا.

## روابط خارجية
- مارغريت هيدين رورك على موقع فايند أغريف